# Mikroabenteuer
Mikroabenteuer kommt aus dem englischen microadventure. Geprägt wurde der Begriff von dem britischen Abenteurer und Schriftsteller Alastair Humphreys. Humphreys definiert den Begriff als Abenteuer, die jeder im Alltag und in seiner Umgebung erleben kann, als Outdoor-Erlebnis vor der eigenen Haustür,  wortwörtlich als „Adventures that are close to home“.

## Ursprüngliche Idee
Eine Nacht im Zelt zu verbringen, am Bach, am Waldrand, im eigenen Garten, am Balkon, auf der Terrasse, im Baumhaus ist eigentlich nichts Neues. Alastair Humphreys entwickelte daraus in seinem 2014 erschienenen Buch „Microadventures“ eine Lebensstilidee und propagierte diese Art von kleinem Outdoorabenteuer und erläuterte, auf welche Art und Weise sich dieses kurzzeitige Ausbrechen aus dem Alltag realisieren lässt. In einem Interview mit dem GEO-Magazin beschreibt er es so:

„Meine Definition eines Mikroabenteuers ist genau was der Name suggeriert. Es handelt sich um ein richtiges Abenteuer, eben nur nicht ein großangelegtes. Ein lokales, kostengünstiges, simples, kurzes Abenteuer. Ich persönlich halte es für wichtig auch eine Nacht draußen zu schlafen, anstatt nur einen Tagestrip in die Natur zu unternehmen, aber das sei jedem selbst überlassen.“

Die The New York Times beschreibt Microadventure als „short, perspective-shifting bursts of travel closer to home, inspiring followers to pitch a tent in nearby woods, explore their city by moonlight, or hold a family slumber party in the backyard“, was soviel heißt wie „kurze spontane Aufenthalte vor der eigenen Haustür, indem man zum Beispiel ein Zelt am nahgelegenen Waldrand aufschlägt, die Stadt bei Mondlicht erlebt oder die Nacht mit der eigenen Familie im eigenen Garten verbringt“.
Humphreys hat hierzu die Regel 5-to-9-Microadventures erfunden, nach Feierabend um 17 Uhr Start ins Mikroabenteuer, am nächsten Morgen um 9 Uhr wieder zurück in den Alltag.

## Weiterentwickelte Variante
In Deutschland hat sich eine etwas umfassendere Form und Philosophie von Mikroabenteuer entwickelt. In Deutschland entstanden etliche organisierte Gruppen, die die Mikroabenteueridee in verschiedenen Varianten für unterschiedliche Gruppen propagieren, unter anderem speziell für Kinder. Selbst Radio, Fernsehen und Zeitungen haben das Thema aufgegriffen und berichten über die vielfältigen Möglichkeiten von Mikroabenteuern in Ballungsräumen.